# Europastraße 844
Die Europastraße 844 (kurz: E 844) ist eine etwa 25 Kilometer lange Europastraße des Zwischennetzes, die, von Westen nach Osten verlaufend, in der italienischen Region Kalabrien die Stadt Spezzano Albanese mit dem historischen Sybaris, heute als Sibari Teil der Gemeinde Cassano all’Ionio, verbindet.

## Verlauf
Die Europastraße nimmt im Westen ihren Ausgang an der Autostrada A2 (Europastraße 45) an der Anschlussstelle Sibari nördlich von Spezzano Albanese und folgt von dort nach Osten der Staatsstraße 534, die nach rund 4 Kilometern die ehemalige Staatsstraße 19 kreuzt und dann die Ebene Piana di Sibari durchfährt, bis sie bei Sibari auf die Europastraße 90 (Staatsstraße 106) trifft, an der sie endet.